# ۱۹۰۴

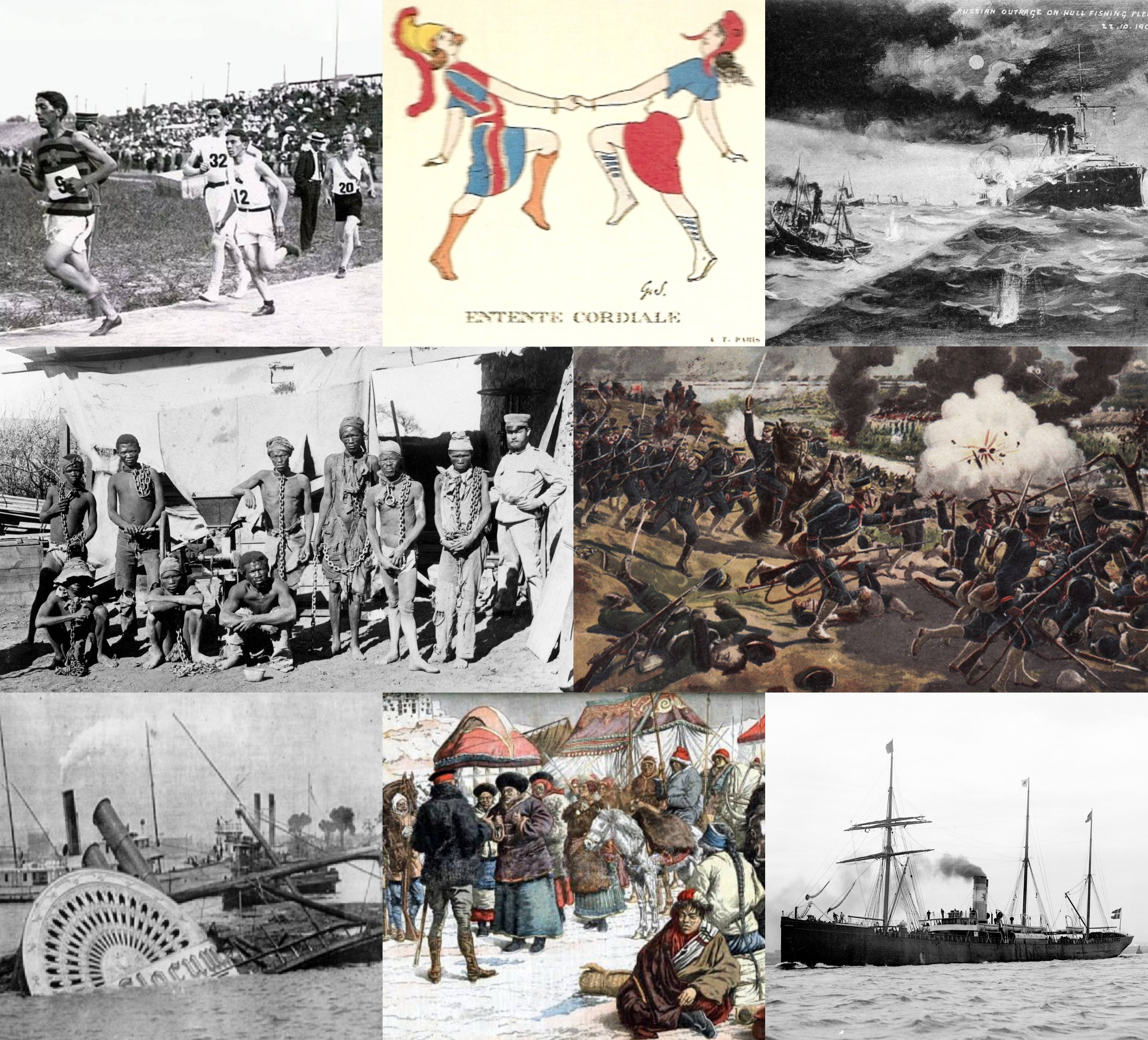

## رویدادها
- پایان اولین دوره طبقه‌بندی سیر تکامل هنری پابلو پیکاسو، نقاش اسپانیایی موسوم به دوره آبی
- برگزاری نمایشگاه جهانی
- پدید آمدن تیم رئال مادرید

## زادروزها
- ۱۱ مه - سالوادور دالی، نقاش فراواقع‌گرای اسپانیایی (د. ۱۹۸۹)
- ۱۰ ژانویه – ری بولگر، بازیگر آمریکایی (د. ۱۹۸۷)
- ۱۴ ژانویه – سیسیل بیتون، عکاس بریتانیایی (د. ۱۹۸۰)
- ۴ فوریه – مک‌کینلی کانتر، فیلمنامه‌نویس، ژورنالیست، و نویسنده آمریکایی (د. ۱۹۷۷)
- ۱۰ فوریه – جان فارو، فیلمنامه‌نویس و کارگردان استرالیایی (د. ۱۹۶۳)
- ۲۰ فوریه – آلکسی کاسیگین، سیاست‌مدار و مهندس روسی (د. ۱۹۸۰)
- ۲ مارس – سوس گایزل، نویسنده و شاعر آمریکایی (د. ۱۹۹۱)
- ۷ مارس – راینهارد هایدریش، سیاست‌مدار آلمانی (د. ۱۹۴۲)
- ۱۴ مارس – دوریس ایتون تراویز، بازیگر آمریکایی (د. ۲۰۱۰)
- ۳ آوریل – سالی رند، بازیگر آمریکایی (د. ۱۹۷۹)
- ۶ آوریل – کورت گئورگ کیزینگر، سیاست‌مدار و وکیل آلمانی (د. ۱۹۸۸)
- ۸ آوریل – جان هیکس، اقتصاددان بریتانیایی (د. ۱۹۸۹)
- ۹ آوریل – آلبینو بیندا، دوچرخه‌سوار اهل ایتالیا (د. ۱۹۷۶)
- ۱۴ آوریل – جان گیلگد، بازیگر بریتانیایی (د. ۲۰۰۰)
- ۱۵ آوریل – آرشیل گورکی، هنرمند و نقاش اهل ارمنستان (د. ۱۹۴۸)
- ۲۲ آوریل – رابرت اوپنهایمر، فیزیک‌دان و مهندس آمریکایی (د. ۱۹۶۷)
- ۱۷ مه – ژان گابن، بازیگر و خواننده فرانسوی (د. ۱۹۷۶)
- ۲۶ مه – جرج فرمبای، تهیه‌کننده، کمدین، بازیگر، و موسیقی‌دان بریتانیایی (د. ۱۹۶۱)
- ۸ ژوئیه – هانری کرتن، ریاضی‌دان فرانسوی (د. ۲۰۰۸)
- ۱۲ ژوئیه – پابلو نرودا، شاعر، دیپلمات، سیاست‌مدار، و نویسنده شیلیایی (د. ۱۹۷۳)
- ۲۸ ژوئیه – پاول چرنکوف، فیزیک‌دان روسی (د. ۱۹۹۰)
- ۲۲ اوت – دنگ ژیائوپینگ، سیاست‌مدار چینی (د. ۱۹۹۷)
- ۲۶ اوت – کریستوفر ایشروود، نویسنده و فیلمنامه‌نویس بریتانیایی (د. ۱۹۸۶)
- ۱۹ سپتامبر – الویا آلمن، بازیگر آمریکایی (د. ۱۹۹۲)
- ۲۹ سپتامبر – گریر گارسون، بازیگر بریتانیایی (د. ۱۹۹۶)
- ۳ اکتبر – چارلز پدرسون، شیمی‌دان آمریکایی (د. ۱۹۸۹)
- ۱۶ نوامبر – نمدی آزیکیوه، نویسنده و سیاست‌مدار اهل نیجریه (د. ۱۹۹۶)
- ۷ دسامبر – کلارنس نش، صداپیشه، بازیگر، و خواننده آمریکایی (د. ۱۹۸۵)

## مرگ‌ها
- ۱۰ ژانویه – ژان لئون ژروم، نقاش و مجسمه‌ساز فرانسوی (ز. ۱۸۲۴)
- ۱۵ فوریه – مارک هانا، سیاست‌مدار آمریکایی (ز. ۱۸۳۷)
- ۱ مه – آنتونین دورژاک، آهنگساز اهل جمهوری چک (ز. ۱۸۴۱)
- ۸ مه – ادوارد مایبریج، عکاس بریتانیایی (ز. ۱۸۳۰)
- ۱۰ مه – هنری مورتون استنلی، ژورنالیست، نویسنده، کاشف، و سیاست‌مدار بریتانیایی (ز. ۱۸۴۱)
- ۱ ژوئیه – جرج فردریک واتس، نقاش و مجسمه‌ساز بریتانیایی (ز. ۱۸۱۷)
- ۳ ژوئیه – تئودور هرتسل، ژورنالیست و نویسنده اهل مجارستان (ز. ۱۸۶۰)
- ۱۲ اوت – ویلیام رنشا، بازیکن تنیس بریتانیایی (ز. ۱۸۶۱)